# Omar Bustani
Omar Bustani, född 19 juni 1966, är en mexikansk bågskytt. Han deltog vid olympiska sommarspelen 1988 och 1992.